# Флорентий Бангорский
Флорентий (лат. Florentius; VII век) — аббат Бангорского монастыря, святой (день памяти — 15 декабря).
Святой Флорентий, иначе именовавшийся Фланном, был настоятелем монастыря в Бангоре (Ирландия). Он принимал активное участие в евангелизации Ирландии. Был покровителем искусств.